# Чужой народ: Тело и душа
«Чужой народ: Тело и душа» (англ. Alien Nation: Body And Soul), «Нация пришельцев: Тело и душа» — американский фантастический кинофильм.

## Сюжет
Сэм Франциско, детектив-инопланетянин, вместе со своим напарником, детективом полиции Лос-Анджелеса по имени Мэттью Сайкс, приступают к выполнению очередного задания. Им предстоит расследовать дело таинственного ребёнка, в котором смешаны и человеческие, и инопланетные черты.

## В ролях
- Гари Грэхэм — Мэттью Сайкс
- Эрик Пирпоинт — Джордж «Сэм» Франциско
- Мишель Скарабелли — Сьюзан Франциско
- Терри Триз — Кэти Фрэнкель
- Лорен Вудленд — Эмили Франциско